# 自動位置回報系統

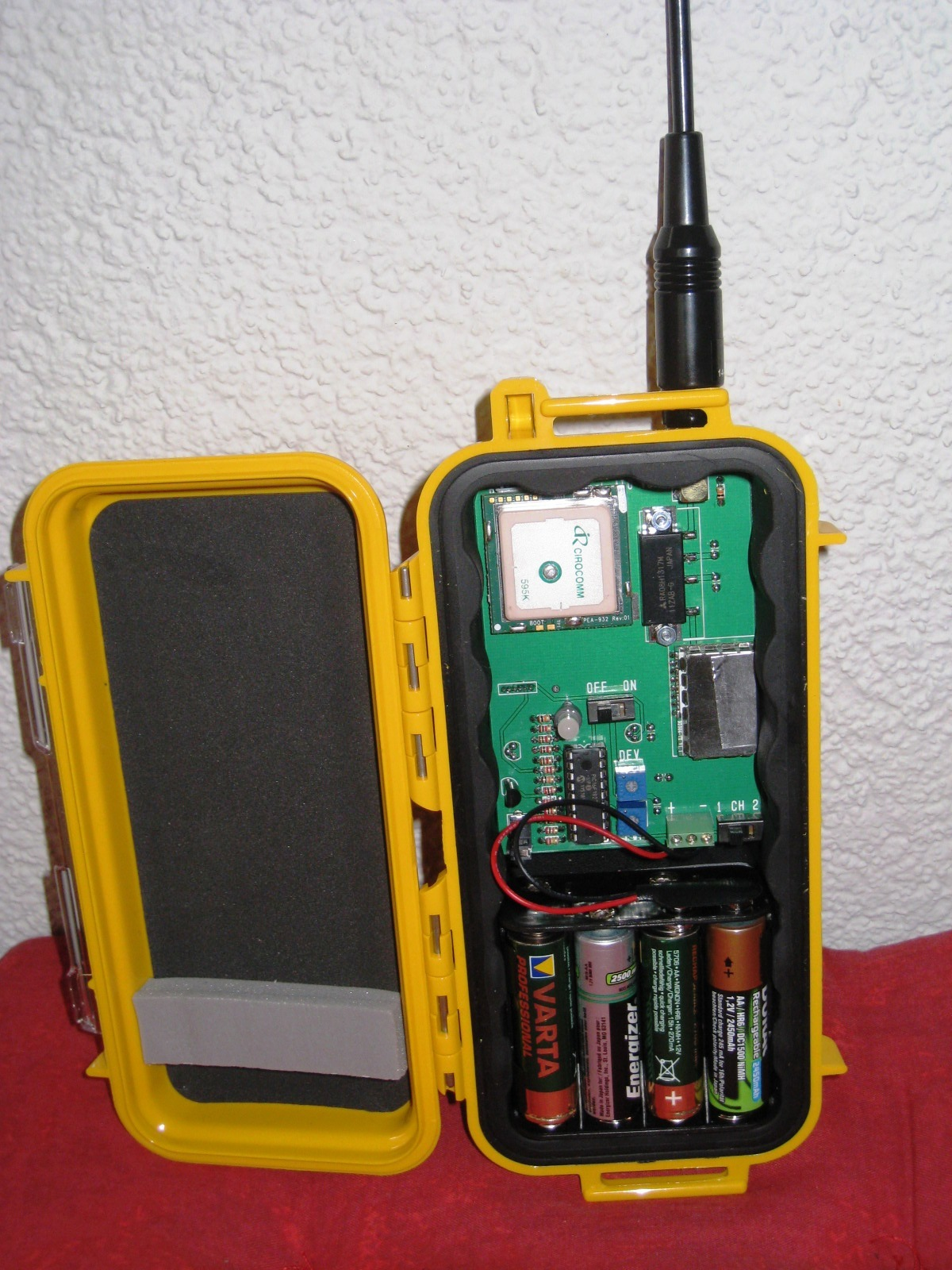
带有GPS信号接收器的APRS信标发送机

自動位置回報系統（英語：Automatic Packet Report System，简称APRS） 為業餘無線電中的一個項目，結合業餘無線電和全球衛星定位系統（GPS）以AFSK AX.25通訊模式達到即時位置傳送的目的。 世界各地的APRS接收電台可連結上網際網路來上傳該電台所接收到的APRS封包資訊至APRS伺服器，這些全世界各地的APRS伺服器將資料彙整供使用者讀取。